# City Shrouded in Shadow
City Shrouded in Shadow (巨影都市, Kyoei Toshi) est un jeu vidéo de survie développé par Granzella et édité par Bandai Namco Entertainment, sorti en 2017 sur PlayStation 4.

## Système de jeu
Inspiré de la série SOS: The Final Escape, le joueur incarne un survivant dans une ville ravagée par des combats de monstres géants issus de franchises telles que Godzilla, Ultraman, Gamera, Patlabor et Neon Genesis Evangelion,.

## Accueil
- Gamekult : 5/10[3]